# EduLinux
EduLinux es una distribución de GNU/Linux educativa basada en K12LTSP que ha sido desarrollada por el Instituto de Informática Educativa de la Universidad de la Frontera, Chile.
Esta distribución es producto de una iniciativa conjunta entre el Instituto de Informática Educativa de la Universidad de la Frontera y el Ministerio de Educación de Chile a través del Programa Enlaces con objeto de reutilizar computadoras antiguas instalados en la Red Escolar Enlaces de Chile.
Esta solución tecnológica se materializa a través de una Distribución Educativa del Sistema Operativo Linux, el que incluye un conjunto de software libre, para Internet (Firefox, Correo electrónico, Chat, entre otros), software de ofimática (OpenOffice.org: procesador de texto, hojas de cálculo, herramienta para presentaciones, base de datos, gráficos, dibujo), un paquete de software educativo básico que proviene del proyecto KDE Edutaiment, entre otros paquetes software.
Es una solución Cliente/Servidor orientada a proveer una alternativa de software libre para laboratorios de informática educativa. Para ello, utiliza una computadora potente (como servidor) para reaprovechar, como clientes, computadores antiguos o de bajas características, que por sí solos no pueden utilizar aplicaciones modernas.
Específicamente, se está usando en computadores instalados en los años 1997, 1998 y 1999, para mejorar el acceso a Internet (p.ej. Web, Correo electrónico) y a las aplicaciones de escritorio (p.ej. OpenOffice.org). Desde sus inicios en el año 2005, EduLinux se ha instalado en más de 2200 Establecimientos Educacionales pertenecientes a la Red Escolar Enlaces[cita requerida].

## Controversias sobre el nombre EduLinux
Mencionar que en diversos sitio web, suelen confundir a esta distribución con otra, de origen canadiense, de Quebec, antiguamente denominada EduLinux, pero que actualmente se denominada LinuxÉdu-Québec.
Por otro lado, existe otra distribución Linux de origen polaco, que podría confundirse con la anterior, denominada LinuxEdu-CD, que ha estado activa desde el año 2005.